# Wolfram (musicista)
Wolfram Amadeus Eckert, professionalmente noto come Wolfram Amadeus, (stilizzato WOLFRAM) (St. Veit an der Glan, 1983), è un disc jockey e produttore discografico austriaco.
Il suo stile include elementi Italo disco e Eurodance, ed è particolarmente riconosciuto come dj nell’industria della moda. È anche conosciuto con l’alias Diskokaine.

## Carriera

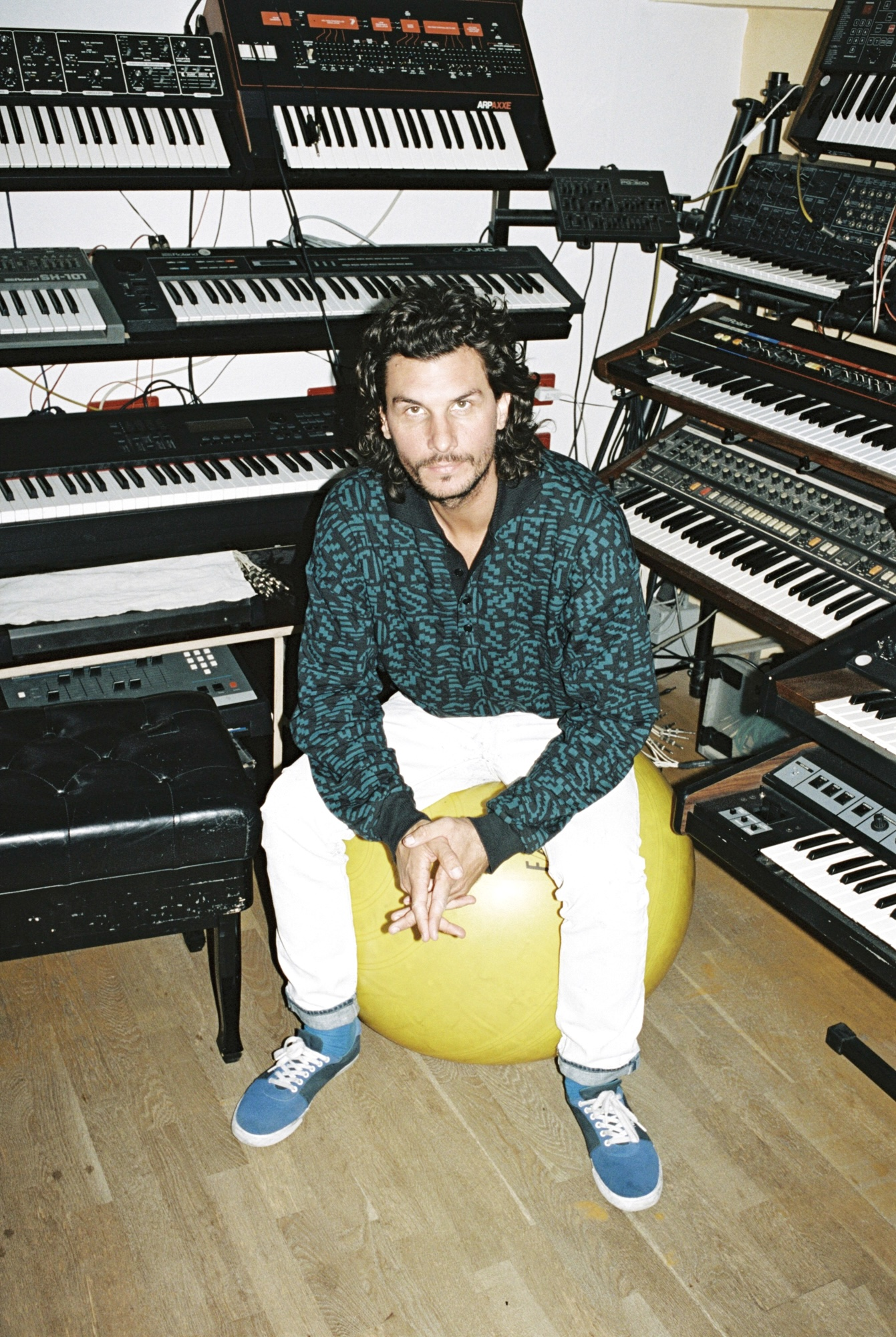

Wolfram è cresciuto in Carinzia, sul confine italo-austriaco. Il padre ebbe un ruolo determinante nella sua formazione musicale, introducendolo all’ascolto di classici dell’elettronica, tra cui Kraftwerk e Jean-Michel Jarre. Completati gli studi in Austria, si trasferisce a Vienna, per studiare ingegneria del suono al SAE Institute, oltre allo studio dei media digitali all’Accademia di Belle Arti.
La sua carriera inizia a New York, dove i suoi dj set ottengono grande interesse per la usa capacità di unire l’Italo disco alle sonorità tipiche della Chicago House. Appartengono a questo periodo le collaborazioni con diversi artisti, tra i quali Princess Superstar e Legowelt, oltre alla produzione dell’album di debutto di Sally Shapiro, Disco Romance, che gli varrà le lodi di Pitchfork e che introdurrà una sonorità neo-Italo disco.
Di particolare rilievo per la sua giovane carriera fu il remix del brano Disco Lies, di Moby, che Wolfram produrrà sotto l’alias di Diskokaine.
Il primo progetto di spessore dell’artista fu l’album di debutto, Wolfram, pubblicato nel 2011 dall’etichetta Permanent Vacation. Al suo interno presenziano diverse collaborazioni, tra cui gli artisti Haddaway e Paul Parker. Nel 2019, Wolfram rilascia il suo secondo album, Amadeus, che vede la collaborazione di Peaches, Pamela Anderson e Falco.
Oltre alla produzione musicale, Wolfram si è esibito in numerosi dj set in svariati eventi e locali, incluso il Circoloco ad Ibiza. Tra le esibizioni private si annoverano quelle al compleanno di Grace Jones e al cinquantesimo compleanno di Moby. È stato inoltre attivo a diversi eventi legati al mondo della moda e del fashion, su tutti, show di Gucci, Balenciaga e Vivienne Westwood. Nel 2023, ha collaborato con Zalando, per la campagna “Make Your Own Moment”

### Premi e riconoscimenti
Nel 2012 Wolfram è stato nominato per un Amadeus Music Award, nella categoria Electronic/Dance.